# CATIA
CATIA (angleško Computer Aided Three-dimensional Interactive Application) je komercialna programska oprema za CAD/CAM/CAE, ki jo je razvilo podjetje Dassault Systemes. 
Softver je bil ustvarjen v 1970. letih za razvoj Dassaultovega letala Mirage, kasneje pa je bil prilagojen in uporabljen v letalski in avtomobilski industriji ter v strojegradnji.
CATIA na CAD/CAM/CAE tržišču tekmuje z izdelki  Unigraphics, Pro/ENGINEER, SolidWorks, Autodesk Inventor in SolidEdge.
CATIA V5 teče na operacijskih sistemih MS Windows, Windows Vista 64 (od različice 18 SP4), IBM AIX, Hewlett Packard HP-UX in Solaris.
CATIA V6 teče samo na MS Windows. 
Med večje uporabnike CATIE sodijo: Boeing Bombardier Aerospace, BMW, Porsche, Daimler Chrysler, Audi, Volkswagen, Bentley Motors Limited, Volvo, Fiat, Gestamp Automocion, Benteler AG, PSA Peugeot Citroën, Renault, Toyota, Honda, Ford, Scania, Hyundai, Škoda Auto, Tesla Motors,  Proton in Tata motors.